# Jūžintai
Jūžintai is een plaats in het Litouwse district Panevėžys. De plaats telt 491 inwoners (2001).